# Kanhalli
Kanhalli är en ort i Indien.   Den ligger i distriktet Yadgir och delstaten Karnataka, i den södra delen av landet, 1 300 km söder om huvudstaden New Delhi. Kanhalli ligger 430 meter över havet och antalet invånare är 2 965.
Terrängen runt Kanhalli är platt. Runt Kanhalli är det ganska tätbefolkat, med 207 invånare per kvadratkilometer. Närmaste större samhälle är Shorāpur, 17,2 km öster om Kanhalli. Trakten runt Kanhalli består till största delen av jordbruksmark.